# 無声歯非歯擦破擦音
無声歯非歯擦破擦音（むせい し ひしさつ はさつおん、英: Voiceless dental non-sibilant affricate）は、一部の音声言語で使用される子音の一種である。この音を表わす国際音声記号は ⟨t͡θ⟩、⟨t͜θ⟩、⟨t̪͡θ⟩ および ⟨t̟͡θ⟩。

## 特徴
無声歯非歯擦破擦音の特徴:
- 調音方法は破擦であり、これは初めに気流を完全に妨げ、次に調音の位置で狭窄された流路を通って空気が流れることができるようにする（これによって乱流が生じる）ことで生み出されることを意味する。
- 調音部位は歯であり、これは上歯の位置で舌尖または舌端のいずれかを使って調音されることを意味する。歯音と説明されているほとんどの閉鎖音と流音は、実際には歯-歯茎音であることに注意すること。
- 発声は無声であり、これは声帯の振動を伴わずに生み出されることを意味する。いくつかの言語では、声帯が積極的に分離しているため、常に無声である。他の言語では声帯が緩んでいるため、隣接する音の影響により有声化することがある。
- 口音であり、これは空気が口だけから抜けることができることを意味する。
- 中線音であり、これは舌の側面ではなく、中央に沿って気流を導くことによって生み出されることを意味する。
- 気流機構は肺臓的であり、これは、ほとんどの音と同様に、肺と横隔膜だけで空気を押すことによって調音されることを意味する。

## 存在
| 言語           | 言語               | 単語      | IPA      | 意味           | 注記                                                                                |
| -------------- | ------------------ | --------- | -------- | -------------- | ----------------------------------------------------------------------------------- |
| ビルマ語       | ビルマ語           | သုံး / thon: | [t̪͡θóʊ̯̃]   | '3'            | /θ/ の一般的な現実態。                                                              |
| チペワイアン語 | チペワイアン語     | ddhéth    | [t̪͡θɛ́θ]   | '隠れる'       | 無気、有気、および放出摩擦音と対立。                                                |
| 英語           | ダブリン           | think     | [t̪͡θɪŋk]  | '考える'       | 他方言における [θ] に相当する。代わりに [t̪] かもしれない。                          |
| 英語           | マオリ             | think     | [t̪͡θɪŋk]  | '考える'       | /θ/ の可能性のある現実態。                                                          |
| 英語           | ニューヨーク       | think     | [t̪͡θɪŋk]  | '考える'       | 他方言における [θ] に相当する。代わりに閉鎖音 [t̪] あるいは摩擦音 [θ] かもしれない。 |
| 英語           | 容認発音           | tenth     | [tɛnt̪θ]  | '10番目の'     | [n] は歯音化した [n̪] となるかもしれない。                                           |
| 官話           | 沂南               | 攥        | [t̪͡θɑ̃˥]   | '握'           |                                                                                     |
| スレイビー語   | スレイビー族proper | eníddhę   | [ɛ̀nít̪͡θɛ̃̀] | '我々は求める' | スレイビー語の他方言における /p/ または /kʷ/ に相当する。                           |